# Lista dzieł Karola Szymanowskiego
Główny artykuł: Karol Szymanowski

## Utwory opusowane
| Dzieła kompozytorskie | Dzieła kompozytorskie                          | Dzieła kompozytorskie                                             | Dzieła kompozytorskie               | Dzieła kompozytorskie | Dzieła kompozytorskie                                                                | Dzieła kompozytorskie  | Dzieła kompozytorskie |
| Opus                  | Tytuł                                          | Rodzaj                                                            | Lata pracy                          | Dedykacja | Prawykonanie                                                                         | Pierwsze wydanie       | Uwagi |
| --------------------- | ---------------------------------------------- | ----------------------------------------------------------------- | ----------------------------------- | --- | ------------------------------------------------------------------------------------ | ---------------------- | --- |
| 1                     | Dziewięć preludiów na fortepian                | Zbiór miniatur fortepianowych                                     | 1899–1900                           | |                                                                                      | 1905 Spółka Nakładowa  | Preludium h-moll (nr 1) także w opracowaniach na skrzypce i fortepian (G. Bacewicz) oraz na wiolonczelę i fortepian (Andrzeja Orkisza)      |
| 2                     | Sześć pieśni                                   | Zbiór pieśni na głos i fortepian                                  | 1900–1902                           | Stanisława Szymanowska (1), Feliks Zbyszewski (2), Maria Grossmannowa (3-6) |                                                                                      |                        | sł. Kazimierz Przerwa-Tetmajer |
| 3                     | Wariacje b-moll                                | wariacje fortepianowe                                             | 1901–1903                           | Artur Rubinstein |                                                                                      |                        | |
| 4                     | Cztery etiudy                                  | Miniatura fortepianowa                                            | 1900–1902                           | Natalia Neuhaus | Heinrich Neuhaus, Warszawa 6 II 1906                                                 |                        | nr 3 w instrumentacji Fitelberga na orkiestrę symf.                                                                                         |
| 5                     | Trzy fragmenty z poematów Jana Kasprowicza     | Pieśń na głos i fortepian                                         | 1902                                | Jan Kasprowicz |                                                                                      |                        | sł. Jan Kasprowicz; w instrumentacji Grzegorz Fitelberga na głos i orkiestrę symf.                                                          |
| 6                     | Salome                                         | Pieśń na głos i orkiestrę                                         | 1904/1912                           | |                                                                                      |                        | sł. Jan Kasprowicz; utwór zaginiony |
| 7                     | Łabędź                                         | Pieśń na głos i fortepian                                         | 1904                                | Anna Szymanowska (mojej Matce) | Warszawa 12 III 1909, Stanisława Szymanowska – sopran                                | Spółka Nakładowa       | sł. Wacław Berent |
| 8                     | I Sonata c-moll                                | Sonata fortepianowa                                               | 1903–1904                           | Stanisław Ignacy Witkiewicz | Warszawa 19 IV 1907, Natalia Neuhaus                                                 |                        | |
| 9                     | Sonata d-moll na skrzypce i fortepian          | Sonata                                                            | 1904                                | Bronisław Gromadzki | Paweł Kochański – skrzypce, Artur Rubinstein – fortepian, Warszawa 3 IV 1909         | SN 1911                | także w transkrypcji na wiolonczelę i fortepian Kazimierza Wiłkomirskiego                                                                   |
| 10                    | Wariacje na polski temat ludowy h-moll         | wariacje na fortepian                                             | 1900–1904                           | Zygmunt Noskowski | Heinrich Neuhaus, Warszawa 6 II 1906                                                 | SN 1907                | |
| 11                    | Cztery pieśni                                  | Pieśń na głos i fortepian                                         | 1904–1905                           | Tadeusz Miciński |                                                                                      |                        | sł. Tadeusz Miciński |
| 12                    | Uwertura koncertowa E-dur                      | Uwertura                                                          | 1904–1905, przeinstrumentowana 1913 | Stanisław Szymanowski (ojciec kompozytora) | Warszawa 6 II 1906 (pierwotna wersja), Wiedeń 13 III 1913 (po przeinstrumentrowaniu) | Universal Edition 1937 | |
| 13                    | Pięć pieśni                                    | Pieśń na głos i fortepian                                         | 1905–1907                           | Zdzisław Jachimecki (1., 3., 4.), Stanisław Barącz (2, 5) |                                                                                      |                        | sł. Richard Dehmel (1., 3.), ludowe (2.; zebrali: Achim von Arnim i Clemens Brentano), Friedrich Bodenstedt (3.), Otto Julius Bierbaum (4.) |
| 14                    | Fantazja                                       | Miniatura fortepianowa                                            | 1905–1907                           | Heinrich Neuhaus |                                                                                      |                        | |
| 15                    | I Symfonia f-moll                              | Symfonia                                                          | 1906–1907                           | |                                                                                      |                        | przeinstrumentowana z Grzegorzem Fitelbergiem, jedna część prawdopodobnie wycofana                                                          |
| 16                    | Trio                                           | Trio fortepianowe (fortepian, skrzypce, wiolonczela)              | 1907                                | |                                                                                      |                        | zaginione, zniszczone przez kompozytora |
| 17                    | Dwanaście pieśni                               | Pieśń na głos i fortepian                                         | 1907                                | Grzegorz Fitelberg (1-4), Stefan Spiess (5-8), Feliks Szymanowski (9-12) |                                                                                      |                        | sł. Richard Dehmel, Alfred Mombert, Gustav Falke, Martin Greif                                                                              |
| 18                    | Penthezilea                                    | Pieśń na sopran i orkiestrę                                       | 1908, przeinstrumentowana 1912      | |                                                                                      |                        | sł. Stanisław Wyspiański |
| 19                    | II Symfonia B-dur                              | Symfonia                                                          | 1909–1910                           | Grzegorz Fitelberg |                                                                                      |                        | przeinstrumentowana przy pomocy G. Fitelberga                                                                                               |
| 20                    | Sześć pieśni                                   | Pieśń na głos i fortepian                                         | 1909                                | Tadeusz Miciński |                                                                                      |                        | sł. Tadeusz Miciński |
| 21                    | II Sonata fortepianowa A-dur                   | Sonata                                                            | 1910–1911                           | Natalia Dawydow |                                                                                      |                        | |
| 22                    | Bunte lieder/Barwne pieśni                     | Zbiór pieśni na głos i fortepian                                  | 1910                                | |                                                                                      |                        | sł. Karl Bulcke, Alfons Paquet, Emil Faktor, Anna Ritter, Ricarda Huch                                                                      |
| 23                    | Romans D-dur                                   | Utwór na skrzypce i fortepian                                     | 1910                                | Paweł Kochański |                                                                                      |                        | |
| 24                    | Pieśni miłosne Hafiza                          | Pieśń na głos i fortepian                                         | 1911                                | |                                                                                      |                        | sł. Hans Bethge według poezji perskich Hafeza; 1., 4. i 5. pieśń zostały zinstrumentowane na orkiestrę i weszły do op. 26 jako 6., 8. i 7.  |
| 25                    | Hagith                                         | Opera                                                             | 1912–1913                           | ks. Władysław Lubomirski |                                                                                      |                        | libretto Felix Dörmann |
| 26                    | Pieśni miłosne Hafiza                          | Cykl pieśni na głos i orkiestrę                                   | 1914                                | Joseph Marx |                                                                                      |                        | sł. Hans Bethge według poezji arabsko-perskich Hafeza; trzy ostatnie są orkiestracjami pieśni 1., 5. i 4. z op. 24                          |
| 27                    | III Symfonia „Pieśń o nocy”                    | Symfonia na tenor lub sopran, chór i orkiestrę                    | 1914–1916                           | Anna Szymanowska (mojej Matce) |                                                                                      |                        | sł.: Dżalaluddin Rumi |
| 28                    | Nokturn i tarantela                            | Miniatura na skrzypce i fortepian                                 | 1915                                | August Iwański |                                                                                      |                        | także w wersji Grzegorza Fitelberga na orkiestrę                                                                                            |
| 29                    | Metopy                                         | Miniatura fortepianowa                                            | 1915                                | Eleonora Rościszewska (1), Anna Szymanowska (2), Marianna Dawydow (3) |                                                                                      |                        | |
| 30                    | Mity                                           | Cykl 3 miniatur na skrzypce i fortepian                           | 1915                                | Zofia Kochańska |                                                                                      |                        | |
| 31                    | Pieśni księżniczki z baśni na głos i fortepian | Cykl pieśni na głos i fortepian                                   | 1915                                | Zofia Szymanowska |                                                                                      |                        | sł. Zofia Szymanowska; nr 1, 2, 4 także w wersji na orkiestrę (zob. niżej)                                                                  |
| 31                    | Pieśni księżniczki z baśni na głos i orkiestrę | Cykl pieśni na głos i orkiestrę                                   | 1933                                | |                                                                                      |                        | sł. Zofia Szymanowska; instrumentacja trzech pieśni ze zbioru na głos i fortepian                                                           |
| 32                    | Trzy pieśni                                    | Pieśń na głos i fortepian                                         | 1915                                | |                                                                                      |                        | sł. Dymitr Dawydow w tłumaczeniu Jarosława Iwaszkiewicza                                                                                    |
| 33                    | Dwanaście etiud                                | Zbiór etiud fortepianowych                                        | 1915–1916                           | Alfred Cortot |                                                                                      |                        | |
| 34                    | Maski                                          | Cykl miniatur fortepianowych                                      | 1916                                | Aleksandr Dubianski (1), Heinrich Neuhaus (2), Artur Rubinstein (3) |                                                                                      |                        | także w opracowaniach J. Fitelberga na fortepian z orkiestrą (1948) oraz Jana Krenza na orkiestrę symfoniczną (1982–1985)                   |
| 35                    | I Koncert skrzypcowy                           | Koncert skrzypcowy                                                | 1917                                | Paweł Kochański |                                                                                      |                        | partia skrzypiec solo powstała we współpracy z Pawłem Kochańskim                                                                            |
| 36                    | III Sonata fortepianowa                        | Sonata fortepianowa                                               | 1917                                | Aleksandr Siloti |                                                                                      |                        | |
| 37                    | I Kwartet smyczkowy                            | Kwartet smyczkowy                                                 | 1917                                | Henry Prunières |                                                                                      |                        | |
| 37bis                 | Demeter                                        | Pieśń na alt, chór żeński i orkiestrę                             | 1917                                | |                                                                                      |                        | |
| 38                    | Agawe                                          | Pieśń na alt, chór żeński i orkiestrę                             | 1917                                | |                                                                                      |                        | niedokończona; skompletowana przez Piotra Mossa i (osobno) przez Malcolma Hilla                                                             |
| 40                    | Trzy kaprysy Paganiniego                       | Kaprysy na skrzypce i fortepian                                   | 1918                                | Paweł Kochański (1-2), Józef Ozimiński (3) |                                                                                      |                        | |
| 41                    | Cztery pieśni                                  | Cykl pieśni na głos i fortepian                                   | 1918                                | Stanisława Szymanowska |                                                                                      |                        | sł. Rabindranath Tagore w tłumaczeniu Jarosława Iwaszkiewicza                                                                               |
| 42                    | Pieśń meuzina szalonego                        | Pieśń na głos i fortepian                                         | 1918                                | Napier George Henry Stuart Alington |                                                                                      |                        | sł. Jarosław Iwaszkiewicz |
| 43                    | Mandragora                                     | Balet-pantomima w 3 sprawach na tenor solo i orkiestrę            | 1920                                | |                                                                                      |                        | libretto Ryszard Bolesławski i Leon Schiller; wstawka baletowa do Mieszczanina Szlachcicem Moliera                                          |
| 44                    | Dwie pieśni baskijskie                         | Cykl pieśni na głos i fortepian                                   | 1925                                | |                                                                                      |                        | zaginione, sł. ludowe |
| 46                    | Król Roger                                     | Opera                                                             | 1918–1924                           | Dorothy Jordan-Robinson |                                                                                      |                        | libretto – Jarosław Iwaszkiewicz, przy współpracy z kompozytorem                                                                            |
| 46bis                 | Słopiewnie                                     | Cykl pieśni na głos i fortepian                                   | 1921                                | Stanisława Szymanowska |                                                                                      |                        | sł. Julian Tuwim; także w wersji na głos i orkiestrę                                                                                        |
| 46bis                 | Słopiewnie                                     | Cykl pieśni na głos i orkiestrę                                   | 1923–1924                           | Stanisława Szymanowska |                                                                                      |                        | sł. Julian Tuwim; instrumentacja pieśni na głos i fortepian                                                                                 |
| 48                    | Trzy kołysanki                                 | Cykl pieśni na głos i fortepian                                   | 1922                                | Hélène Kahn-Casella |                                                                                      |                        | sł. Jarosław Iwaszkiewicz; także opracowanie Jana Krenza na głos i orkiestrę smyczkową (1963)                                               |
| 49                    | Rymy dziecięce                                 | Pieśń na głos i fortepian                                         | 1922–1923                           | Alina Bartosiewiczówna (zm. 1925) – dedykacja nadana po czasie (pamięci Alusi) |                                                                                      |                        | sł. Kazimiera Iłłakowiczówna |
| 50                    | Dwadzieścia mazurków                           | Cykl miniatur fortepianowych                                      | 1924–1925                           | Artur Rubinstein (1-4), Feliks Szymanowski (5-6), Zbigniew Drzewiecki (7-8), Jan Smeterlin (9-12), Anna i Jarosław Iwaszkiewiczowie (13-16), Henryk Toeplitz (17-18), Adolf Chybiński (19-20) |                                                                                      |                        | |
| 51                    | Kniaź Patiomkin                                | Utwór na małą orkiestrę i chór męski                              | 1925                                | |                                                                                      |                        | muzyka do V aktu dramatu Tadeusza Micińskiego                                                                                               |
| 52                    | La berceuse d'Aïtacho Enia (Kołysanka)         | Duet na skrzypce i fortepian                                      | 1925                                | Dorothy Jordan-Robinson |                                                                                      |                        | |
| 53                    | Stabat mater                                   | Utwór na sopran, alt, baryton, chór mieszany i orkiestrę          | 1925–1926                           | pamięci Izabeli Krystallowej |                                                                                      |                        | tekst: średniowieczna sekwencja Stabat Mater w tłumaczeniu Józefa Jankowskiego                                                              |
| 54                    | Cztery pieśni                                  | Pieśń na głos i fortepian                                         | 1926                                | Olgierd i Julia Sokołowscy |                                                                                      |                        | sł. James Joyce |
| 55                    | Harnasie                                       | Balet-pantomima w dwóch odsłonach na tenor solo, chór i orkiestrę | 1923–1931                           | Irène Warden |                                                                                      |                        | oryginalny scenariusz – kompozytor i Jerzy Mieczysław Rytard zaginął; nast. odtworzony przez kompozytora                                    |
| 56                    | II Kwartet smyczkowy                           | Kwartet smyczkowy                                                 | 1927                                | Olgierd i Julia Sokołowscy |                                                                                      |                        | |
| 57                    | Veni creator                                   | Utwór na sopran, chór, organy i orkiestrę                         | 1930                                | |                                                                                      |                        | sł. Stanisław Wyspiański |
| 58                    | Pieśni kurpiowskie                             | Cykl 12 pieśni na głos i fortepian                                | 1930–1932                           | Feliks Szymanowski |                                                                                      |                        | sł. ludowe |
| 59                    | Litania do Marii Panny                         | Utwór na sopran, chór żeński i orkiestrę                          | 1930–1933                           | |                                                                                      |                        | sł. Jerzy Liebert |
| 60                    | IV Symfonia (Symphonie concertante)            | Symfonia/Utwór koncertujący na fortepian i orkiestrę              | 1932                                | Artur Rubinstein |                                                                                      |                        | |
| 61                    | II Koncert skrzypcowy                          | Koncert skrzypcowy                                                | 1932–1933                           | A la memoire du Grand Musicien, mon cher et inoubliable Ami, Paul Kochański |                                                                                      |                        | |
| 62                    | Dwa mazurki                                    | Cykl miniatur fortepianowych (mazurków)                           | 1933–1934                           | Victor Cazalet |                                                                                      |                        | ostatnie utwory kompozytora |

## Utwory nieopusowane
| Dzieła kompozytorskie | Dzieła kompozytorskie                        | Dzieła kompozytorskie                                             | Dzieła kompozytorskie | Dzieła kompozytorskie   | Dzieła kompozytorskie                 | Dzieła kompozytorskie         | Dzieła kompozytorskie                                                                       |
| Opus                  | Tytuł                                        | Rodzaj                                                            | Lata pracy            | Dedykacja               | Prawykonanie                          | Pierwsze wydanie              | Uwagi                                                                                       |
| --------------------- | -------------------------------------------- | ----------------------------------------------------------------- | --------------------- | ----------------------- | ------------------------------------- | ----------------------------- | ------------------------------------------------------------------------------------------- |
| b.op.                 | Nynie otpuszczajeszia                        | utwór chóralny a cappella                                         | ?                     |                         |                                       | Muzyka21, nr 7-8/2007 (84-85) | niedawno odkryty, wczesny utwór Szymanowskiego; pierwodruk w czasopiśmie Muzyka21 7-8/2007  |
| b.op.                 | Preludium i fuga cis-moll                    | Utwory fortepianowe                                               | ok. 1900              |                         |                                       |                               |                                                                                             |
| b.op.                 | Loteria na mężów czyli Narzeczony nr 69      | Operetka                                                          | 1908–1909             |                         | prapremiera: 5 listopada 2007, Kraków |                               | nie wykonana za życia kompozytora                                                           |
| b.op.                 | Das Grab des Hafis/Grób Hafiza               | Pieśń na głos i fortepian                                         | 1905–1909             |                         |                                       |                               | aranżacja op. 26 nr 8 na głos i fortepian                                                   |
| b.op.                 | Trzy piosenki na głos i fortepian            | Cykl piosenek                                                     | 1920                  |                         |                                       |                               | sł. Kornel Makuszyński (1., 2.) i Kazimierz Andrzej Czyżowski (3.)                          |
| b.op.                 | Danse sauvage na skrzypce i fortepian        | Miniatura na skrzypce i fortepian                                 | 1920                  |                         |                                       | C. Fischer, Nowy Jork 1925    | wspólna kompozycja kompozytora i Pawła Kochańskiego                                         |
| b.op.                 | L'Aube na skrzypce i fortepian               | Miniatura na skrzypce i fortepian                                 | 1925                  | Dorothy Jordan-Robinson |                                       | UE 1925                       | Pawła Kochańskiego                                                                          |
| b.op.                 | Marsz uroczysty                              | Marsz na orkiestrę                                                | 1920                  |                         |                                       |                               |                                                                                             |
| b.op.                 | Marsz 3. Pułku Ułanów na orkiestrę dętą      | Marsz na orkiestrę dętą                                           | 1920                  |                         |                                       |                               | zaginiony                                                                                   |
| b.op.                 | Idom se siuhaje dołu, śpiewajęcy             | Piosenka góralska na głos i fortepian                             | 1924                  |                         |                                       |                               | Pieśń siuhajów z baletu Harnasie, sł. ludowe                                                |
| b.op.                 | Walc romantyczny                             | Miniatura fortepianowa                                            | 1925                  | Emil Hertzka            |                                       | Esching                       |                                                                                             |
| b.op.                 | Cztery tańce polskie                         | Zbiór miniatur na fortepian (mazurek, krakowiak, oberek, polonez) | 1925–1926             |                         |                                       |                               |                                                                                             |
| b.op.                 | Pieśń Roksany na skrzypce i fortepian        | Miniatura na skrzypce i fortepian                                 | 1931                  |                         |                                       | UE 1932                       | wspólna transkrypcja kompozytora i Pawła Kochańskiego pieśni Roksany z II aktu Króla Rogera |
| b.op.                 | Vocalise-Étude                               | Pieśń                                                             | 1928                  |                         |                                       |                               |                                                                                             |
| b.op.                 | Sześć pieśni kurpiowskich                    | Cykl pieśni na chór mieszany a cappella                           | 1928–1929             | Stanisław Kazuro        |                                       |                               | słowa ludowe                                                                                |
| b.op.                 | Taniec z "Harnasiów" na skrzypce i fortepian | Miniatura na skrzypce i fortepian                                 | 1931                  |                         |                                       | UE 1931                       | wspólna transkrypcja kompozytora i Pawła Kochańskiego                                       |
| b.op.                 | Zarzyjze kuniu na skrzypce i fortepian       | Miniatura na skrzypce i fortepian                                 | 1931                  |                         |                                       | UE 1932                       | wspólna transkrypcja kompozytora i Pawła Kochańskiego Pieśni kurpiowskiej op. 58 nr 9       |